# Эль-Мухаммади, Бахер
Бахер эль-Мухаммади (араб. باهر المحمدي‎; родился 1 ноября 1996) — египетский футболист, защитник клуба «Аль-Масри». Экс-игрок национальной сборной Египта.

## Клубная карьера
Воспитанник футбольной академии клуба «Исмаили» из своего родного города Исмаилия. В чемпионате Египта играет с 2014 года.

## Карьера в сборной
8 сентября 2018 года дебютировал в составе национальной сборной Египта в матче против Нигера. 16 ноября 2018 года забил свой первый гол за сборную в матче против Туниса.
Был включён в состав сборной на Кубок африканских наций 2019.